# Microhierax latifrons
Microhierax latifrons е вид птица от семейство Соколови (Falconidae). Видът е почти застрашен от изчезване.

## Разпространение
Разпространен е в Малайзия.